# Karl Kipp (Sänger)
Karl Kipp (* 23. Mai 1896 in Essen; † 22. Mai 1959 in München) war ein deutscher Opernsänger und KZ-Häftling.

## Leben und Wirken

### Herkunft, Ausbildung, Beruf
Karl Kipp wurde am 23. Mai 1896 in Essen an der Ruhr geboren. Nach dem Abschluss seiner Schulausbildung ließ er sich zunächst zum Kunstmaler und Grafiker ausbilden. Als aber um 1920 seine Stimme „entdeckt“ wurde, zog er nach Berlin, wo er Gesangsunterricht nahm. Schließlich wurde er als darstellendes Mitglied an verschiedenen Opernhäusern in Deutschland tätig, unter anderem in Breslau (heute Wrocław, Polen), Kaiserslautern und Bonn. Seine Beschäftigungsverhältnisse waren nie von langer Dauer: Zwischenzeitig ging Kipp immer wieder „auf Reisen“, so nach Italien, das ihn auch der Musik wegen anzog. Einer seiner dortigen Lehrer war der Tenor Benedetto Lucignani (1858–1952).
Am 18. Mai 1932 stellte Karl Kipp einen Aufnahmeantrag in die NSDAP. Er trat im November 1932 wieder aus der Partei aus, sein Wiedereintritt erfolgte am 5. Mai 1933.

### Kriminalisierung
Als homosexueller Mann wurde Kipp vermutlich 1929 zum ersten Mal kriminalisiert. Das Schöffengericht in Duisburg verurteilte ihn zu einer Geldstrafe von 100 RM. Anlass des Verfahrens dürfte der Versuch einer gleichgeschlechtlichen Betätigung gewesen sein. Im Herbst 1937 wurde Karl Kipp vom Landesgericht Wiesbaden wegen eines Vergehens gegen den § 175 RStGB (in der Fassung von vor 1935), der sexuelle Kontakte unter Männern mit Strafe belegte, zu einer dreimonatigen Gefängnisstrafe verurteilt. Ein Jahr später wurde Kipp wegen eines einschlägigen Sexualkontaktes erneut festgenommen, diesmal durch die Münchener Geheime Staatspolizei. Im Herbst 1939 wurde er zu einem Jahr Gefängnis verurteilt.

### KZ-Haft
Als Kipp im Sommer 1940 zum dritten Mal unter dem Vorwurf versuchter „widernatürlicher Unzucht“ festgenommen wurde, wurde er zu einem Jahr und sechs Monaten Gefängnis verurteilt. Vier Wochen nach Verbüßen der Haftstrafe wurde er in das KZ Dachau eingeliefert. Dort wurde er mit dem Grünen Winkel (Polizeilicher Sicherungsverwahrter, PSV) gekennzeichnet. Acht Monate später, am 26. Oktober 1942, wurde er in das KZ Auschwitz überstellt. Dort wurde er unter anderem zu Bauarbeiten der chemischen Werke I.G. Farben in Auschwitz-Monowitz herangezogen.
Zu einem nicht näher bekannten Zeitpunkt muss Kipp in eine andere Häftlingskategorie gewechselt sein, denn mehrere Zeugenaussagen belegen, dass er als homosexueller Häftling in Auschwitz den Rosa Winkel trug. Im Januar 1945 wurde Kipp von Auschwitz zunächst in das KZ Mittelbau-Dora, dann in das KZ Ravensbrück verschleppt. Vermutlich bei der Evakuierung aus diesem Lager gelang ihm zusammen mit ein paar Kameraden die Flucht. Das Ende des Zweiten Weltkriegs und die Befreiung von der nationalsozialistischen Zwangsherrschaft erlebte er im April 1945 in Drosedow (Mecklenburg).
Der Norweger Herman Sachnowitz (1921–1978), der als Jude nach Auschwitz deportiert worden war, hielt später über Kipp fest: „Er hatte einen kräftigen und klangvollen Bariton, war die Güte in Person, aber der rosa Winkel auf seiner Brust erzählte jedem, dass er homosexuell war. Deshalb war er der Einsamste der Einsamen im Orchester.“ Imo Moszkowicz (1925–2011), gebürtig aus Ahlen in Westfalen, nach dem Zweiten Weltkrieg als Regisseur und Schauspieler in Städten wie Santiago de Chile, Buenos Aires und Tel Aviv Erfolge feiernd, schrieb über eine im Vernichtungslager Auschwitz durchgeführte musikalische Revue, die er als etwa 18-Jähriger miterlebte und die an grotesker Gespensterhaftigkeit kaum zu überbieten war, sie habe „mit der Gesangsdarbietung des Kammersängers Karl Kipp von der Dresdener Staatsoper“ ihren Höhepunkt erreicht: „Jetzt hörte ich erstmals reinen Liedgesang. ‚Ich trage, wo ich gehe, stets eine Uhr bei mir …‘, sang dieser Künstler, mir jene Welt zeigend, die ich zu gern erobert hätte, von der ich so entsetzlich wenig wusste und so unendlich viel wissen wollte – sollte ich jemals die Chance dazu haben.“

### Nach dem Zweiten Weltkrieg
1954 wohnte Karl Kipp in Minden. Er stellte einen Antrag auf „Wiedergutmachung“ für insgesamt 60 Monate Freiheitsentzug (später reduziert auf 40 Monate), die in der Haft erlittenen körperlichen Schäden und den durch die Haftzeit entgangenen Gewinn aus Erwerbstätigkeit. Als ehemaliger homosexueller KZ-Häftling hatte er nach der damaligen Gesetzeslage allerdings keinen Anspruch auf Entschädigung. Kipps Antrag wurde am 27. September 1957 durch den Regierungspräsidenten in Arnsberg abgelehnt, da seine Internierung nicht aus den „Verfolgungsgründen des § 1 BEG“, womit in erster Linie politische und rassische Gründe gemeint waren, erfolgt sei.
Karl Kipp starb am 22. Mai 1959 im Alter von 63 Jahren in München.